# 日野站 (東京都)
日野站（日语：／ Hino eki */?），是一個位於東京都日野市大坂上一丁目，屬於東日本旅客鐵道（JR東日本）中央本線的鐵路車站。
包括此站的路段在運行系統上顯示為「中央線」。運行形態的詳細資料參見該條目。

## 車站構造
地壘上島式月台1面2線的高架車站。

### 月台配置
| 月台 | 路線   | 方向 | 目的地               |
| ---- | ------ | ---- | -------------------- |
| 1    | 中央線 | 下行 | 八王子、高尾方向     |
| 2    | 中央線 | 上行 | 立川、新宿、東京方向 |

（來源：JR東日本:車站構內圖 （页面存档备份，存于））

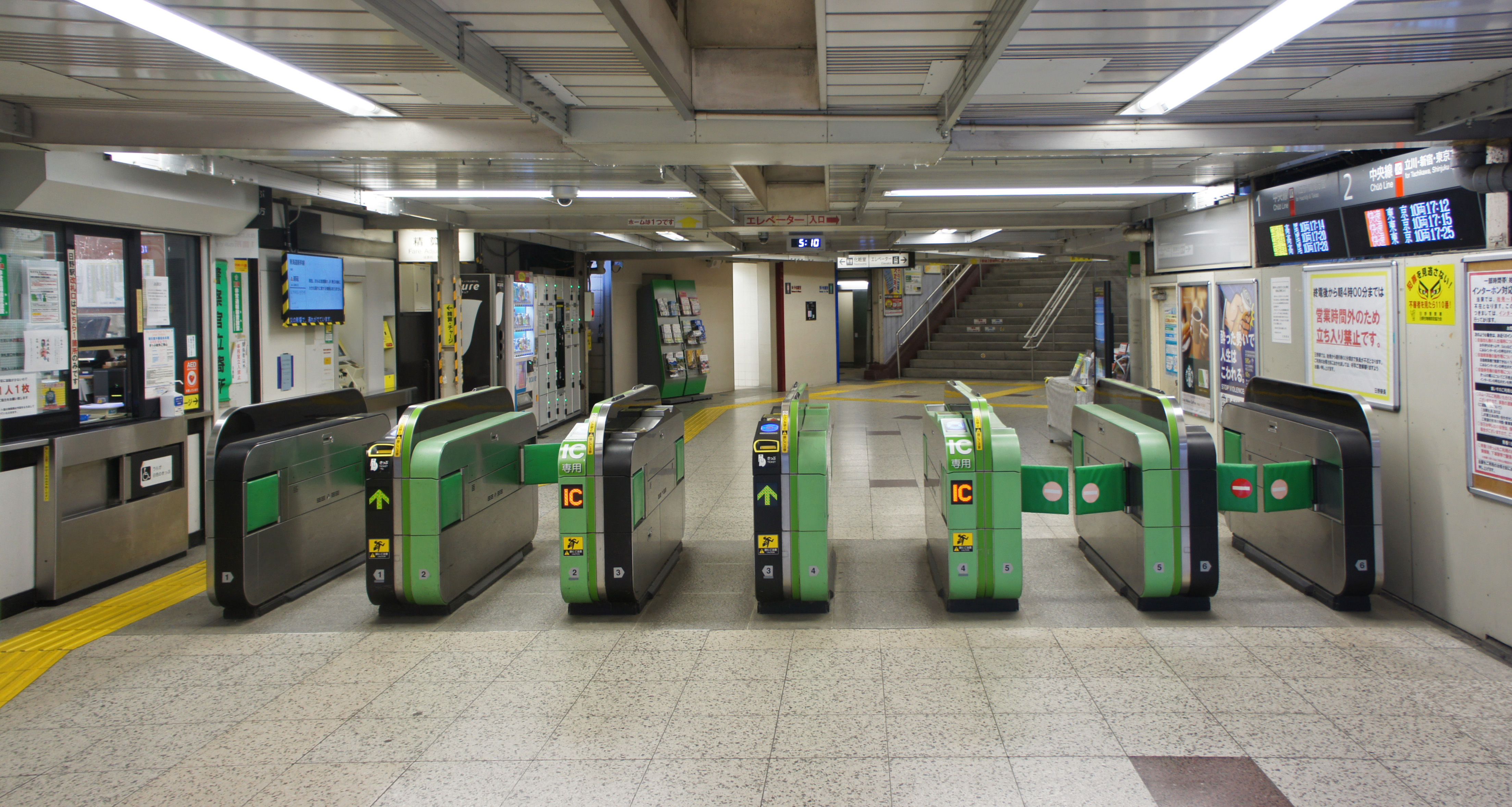
站舍（2021年4月25日）
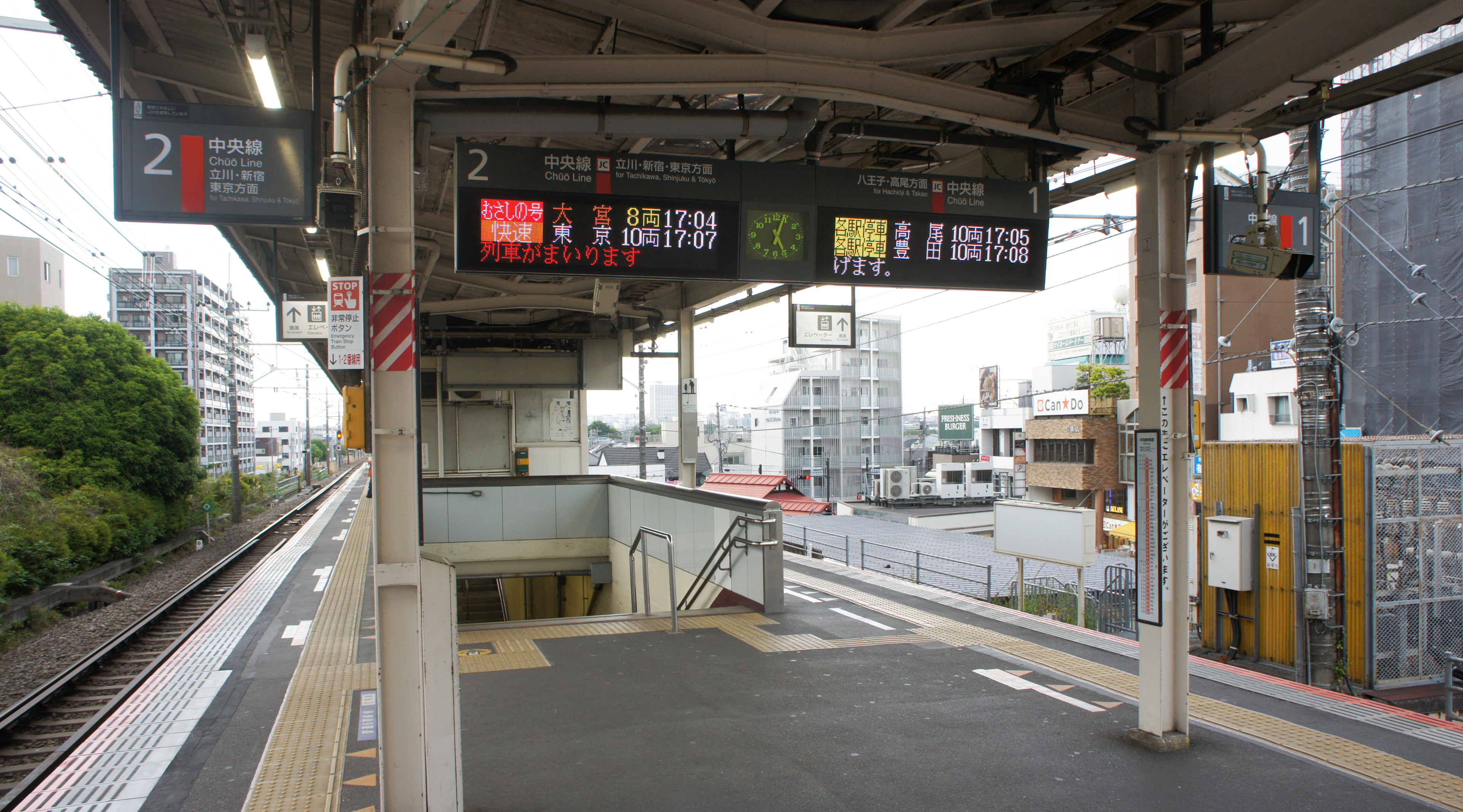
1、2號月台（2021年4月25日）

## 使用情況
2019年（令和元年）度1日平均上車人次為26,916人。中央線快速的24個車站當中最少。
近年的推移如下表。
| 年度               | 1日平均 上車人次 | 來源     |
| ------------------ | ---------------- | -------- |
| 1990年（平成02年） | 26,329           | [ * 1 ]  |
| 1991年（平成03年） | 27,443           | [ * 2 ]  |
| 1992年（平成04年） | 28,195           | [ * 3 ]  |
| 1993年（平成05年） | 28,468           | [ * 4 ]  |
| 1994年（平成06年） | 28,537           | [ * 5 ]  |
| 1995年（平成07年） | 28,537           | [ * 6 ]  |
| 1996年（平成08年） | 28,912           | [ * 7 ]  |
| 1997年（平成09年） | 28,259           | [ * 8 ]  |
| 1998年（平成10年） | 27,764           | [ * 9 ]  |
| 1999年（平成11年） | 27,049           | [ * 10 ] |
| 2000年（平成12年） | 25,867           | [ * 11 ] |
| 2001年（平成13年） | 25,823           | [ * 12 ] |
| 2002年（平成14年） | 25,719           | [ * 13 ] |
| 2003年（平成15年） | 26,291           | [ * 14 ] |
| 2004年（平成16年） | 26,708           | [ * 15 ] |
| 2005年（平成17年） | 26,857           | [ * 16 ] |
| 2006年（平成18年） | 27,288           | [ * 17 ] |
| 2007年（平成19年） | 27,706           | [ * 18 ] |
| 2008年（平成20年） | 27,798           | [ * 19 ] |
| 2009年（平成21年） | 27,340           | [ * 20 ] |
| 2010年（平成22年） | 27,713           | [ * 21 ] |
| 2011年（平成23年） | 27,710           | [ * 22 ] |
| 2012年（平成24年） | 28,038           | [ * 23 ] |
| 2013年（平成25年） | 28,651           | [ * 24 ] |
| 2014年（平成26年） | 26,927           | [ * 25 ] |
| 2015年（平成27年） | 27,179           | [ * 26 ] |
| 2016年（平成28年） | 27,312           | [ * 27 ] |
| 2017年（平成29年） | 27,219           | [ * 28 ] |
| 2018年（平成30年） | 27,257           | [ * 29 ] |
| 2019年（令和元年） | 26,916           |          |

## 相鄰車站
東日本旅客鐵道
 中央線
■通勤特快
通過
■中央特快、■通勤快速（只限下行）、■快速、■普通（大月站以西直通）、■武藏野號
立川（JC 19）－日野（JC 20）－豐田（JC 21）

### 使用情況
1. ↑  東京都統計年鑑 （页面存档备份，存于） - 東京都
2. ↑  とうけい日野 （页面存档备份，存于） - 日野市

JR東日本的2000年度以後的乘車人次
1. ↑  各駅の乗車人数（2000年度） （页面存档备份，存于） - JR東日本
2. ↑  各駅の乗車人数（2001年度） （页面存档备份，存于） - JR東日本
3. ↑  各駅の乗車人数（2002年度） （页面存档备份，存于） - JR東日本
4. ↑  各駅の乗車人数（2003年度） （页面存档备份，存于） - JR東日本
5. ↑  各駅の乗車人数（2004年度） （页面存档备份，存于） - JR東日本
6. ↑  各駅の乗車人数（2005年度） （页面存档备份，存于） - JR東日本
7. ↑  各駅の乗車人数（2006年度） （页面存档备份，存于） - JR東日本
8. ↑  各駅の乗車人数（2007年度） （页面存档备份，存于） - JR東日本
9. ↑  各駅の乗車人数（2008年度） （页面存档备份，存于） - JR東日本
10. ↑  各駅の乗車人数（2009年度） （页面存档备份，存于） - JR東日本
11. ↑  各駅の乗車人数（2010年度） （页面存档备份，存于） - JR東日本
12. ↑  各駅の乗車人数（2011年度） （页面存档备份，存于） - JR東日本
13. ↑  各駅の乗車人数（2012年度） （页面存档备份，存于） - JR東日本
14. ↑  各駅の乗車人数（2013年度） （页面存档备份，存于） - JR東日本
15. ↑  各駅の乗車人数（2014年度） （页面存档备份，存于） - JR東日本
16. ↑  各駅の乗車人員（2015年度） （页面存档备份，存于） - JR東日本
17. ↑  各駅の乗車人員（2016年度） （页面存档备份，存于） - JR東日本
18. ↑  各駅の乗車人員（2017年度） （页面存档备份，存于） - JR東日本
19. ↑  各駅の乗車人員（2018年度） （页面存档备份，存于） - JR東日本
20. ↑  各駅の乗車人員（2019年度） （页面存档备份，存于） - JR東日本

東京都統計年鑑
1. ↑  .   [2020-07-29]. （原始内容存档于2016-03-05）.
2. ↑  .   [2020-07-29]. （原始内容存档于2016-03-05）.
3. ↑  .   [2017-12-08]. （原始内容存档于2013-08-15）.
4. ↑  .   [2017-12-08]. （原始内容存档于2013-02-03）.
5. ↑  .   [2017-12-08]. （原始内容存档于2013-02-03）.
6. ↑  .   [2017-12-08]. （原始内容存档于2013-02-03）.
7. ↑  .   [2017-12-08]. （原始内容存档于2013-02-03）.
8. ↑  .   [2017-12-08]. （原始内容存档于2016-03-04）.
9. ↑  東京都統計年鑑（平成10年）PDF
10. ↑  東京都統計年鑑（平成11年）PDF
11. ↑  .   [2017-12-08]. （原始内容存档于2016-03-04）.
12. ↑  .   [2017-12-08]. （原始内容存档于2016-03-04）.
13. ↑  .   [2017-12-08]. （原始内容存档于2017-07-29）.
14. ↑  .   [2017-12-08]. （原始内容存档于2017-07-29）.
15. ↑  .   [2017-12-08]. （原始内容存档于2017-07-29）.
16. ↑  .   [2017-12-08]. （原始内容存档于2017-07-29）.
17. ↑  .   [2017-12-08]. （原始内容存档于2017-07-29）.
18. ↑  .   [2017-12-08]. （原始内容存档于2017-07-29）.
19. ↑  .   [2017-12-08]. （原始内容存档于2017-07-29）.
20. ↑  .   [2017-12-08]. （原始内容存档于2016-03-26）.
21. ↑  .   [2017-12-08]. （原始内容存档于2016-03-27）.
22. ↑  .   [2017-12-08]. （原始内容存档于2016-03-25）.
23. ↑  .   [2017-12-08]. （原始内容存档于2016-03-27）.
24. ↑  .   [2017-12-08]. （原始内容存档于2016-03-22）.
25. ↑  .   [2017-12-08]. （原始内容存档于2017-07-30）.
26. ↑  .   [2017-12-08]. （原始内容存档于2018-11-09）.
27. ↑  .   [2020-07-29]. （原始内容存档于2019-05-02）.
28. ↑  .   [2020-07-29]. （原始内容存档于2019-12-03）.
29. ↑  .   [2020-07-29]. （原始内容存档于2020-08-04）.

## 外部連結
- 車站資訊（日野）：東日本旅客鐵道